# Terry Hall
Terry Hall, właśc. Terence Edward Hall (ur. 19 marca 1959 w Coventry, zm. 18 grudnia 2022) – brytyjski wokalista, frontman brytyjskiej grupy „drugiej fali ska” The Specials oraz pop rockowej grupy Fun Boy Three.
Był też członkiem grup The Colourfield, Terry, Blair & Anouchka oraz Vegas. Współpracował z wieloma artystami, m.in. z The Lightning Seeds, Sinéad O’Connor, Stephenem Duffym, Dub Pistols, Gorillaz, Damonem Albarnem, Trickym, Junkie XL, Leilą Arab, Lily Allen i Nouvelle Vague.

## Życiorys
Karierę muzyczną rozpoczął w Coventry pod koniec lat siedemdziesiątych w punkowym zespole Squad. W 1977 roku dołączył do zespołu The Coventry Automatics, który zmienił nazwę na The Special AKA The Coventry Automatics, a niedługo potem skrócił nazwę na The Special AKA. Razem z tym zespołem nagrał dwa pierwsze albumy grupy Specials (2 Tone Rec. 1979) oraz More Specials (2 Tone Rec. 1980).
W 1981 roku po nagraniu singla Ghost Town odszedł z zespołu razem z Lynvalem Goldingiem i Neville’em Staple’em, i założył z nimi zespół Fun Boy Three. Z tą grupą nagrał dwa albumy: Fun Boy Three (Chrysalis 1982) i Waiting (Chrysalis 1983). Grupa rozpadła się w 1983 roku.
W 1984 roku razem ze znanymi z zespołu Swinging Cats Tobym Lyonsem i Karlem Shalem założyli zespół The Colourfield. Działał on do 1987 roku, pozostawił po sobie trzy albumy studyjne Virgins & Philistines (Chrysalis 1985), The Colour Field (Chrysalis 1986), Deception (Chrysalis 1987). Grupa działała do 1987 roku.
W 1989 roku razem z Blairem Boothem i Anouchką Grosem założył grupę Terry, Blair & Anouchka, która działała do 1992 roku, pozostawiając po sobie album Ultra Modern Nursery Rhymes (Chrysalis 1990).
W tym samym roku połączył siły z Dave’em Stewartem, znanym z Eurythmics. Duet przybrał nazwę Vegas i nagrał album Vegas (BMG 1992).
Od 1994 roku działał solowo. W tym samym roku nagrał album Home (Anxious Records 1994). W 1995 roku album wydano ponownie z inną okładką oraz dodanym utworem Chasing a Rainbow, napisanym razem z Damonem Albarnem z Blur. Zajął on 95. pozycję na brytyjskiej liście przebojów. Kolejny solowy album wydał w 1997 roku. Nosił on nazwę Laugh (Southsea Bubble Company 1997) i doszedł do 50. pozycji na brytyjskiej liście przebojów.
W 2001 roku gościnnie wystąpił na singlu 911 razem z grupami Gorillaz i D12. W 2003 roku uczestniczył w nagraniu singla Junkie XL Never Alone.
W tym samym roku nawiązał współpracę z Mushtaq z zespołu Fun-Da-Mental. Jako Terry Hall and Mushtaq wydali album The Hour of Two Lights (Honest Jons/EMI 2003).
W 2007 roku gościnnie nagrał kilka utworów z Dub Pistols na ich albumie Speakers and Tweeters.
W marcu 2008 roku Hall wrócił na scenę z odrodzonym The Specials (bez Jerry’ego Dammersa). Ruszyli w trasę koncertową. W 2009 roku razem z zespołem obchodził trzydziestolecie działalności The Specials.
Zmarł 18 grudnia 2022 roku. Pozostawił żonę, reżyserkę Lindy Heymann, z którą miał syna. Miał też dwójkę starszych dzieci z pierwszego małżeństwa z Jeanette Hall.